# NFL Europa 2007
Die NFL Europa 2007 war die 15. Saison der bis 2006 NFL Europe genannten Liga. Das World Bowl genannte Finale gewannen erstmals die Hamburg Sea Devils, die den Titelverteidiger Frankfurt Galaxy mit 37:28 bezwangen.
Die von der NFL finanziell getragenen Liga, die 1991 als World League of American Football gestartet war, wurde nach der Spielzeit eingestellt.

## Teilnehmer und Modus
Das Teilnehmerfeld war unverändert. Die Cologne Centurions traten unter dem Namen Centurions Köln an. Jedes Team spielte ein Mal zu Hause und einmal auswärts gegen jede andere Mannschaft. Die beiden Erstplatzierten zogen in den World Bowl ein.
| Land        | Team               | Spielort                                         | Head Coach                        | Platzierung 2006         |
| ----------- | ------------------ | ------------------------------------------------ | --------------------------------- | ------------------------ |
| Niederlande | Amsterdam Admirals | Amsterdam ArenA (4) Olympiastadion Amsterdam (1) | Bart Andrus                       | 1., Verlierer World Bowl |
| Deutschland | Berlin Thunder     | Olympiastadion Berlin                            | John Allen                        | 6.                       |
| Deutschland | Centurions Köln    | RheinEnergieStadion, Köln                        | David Duggan John Lyons (interim) | 4.                       |
| Deutschland | Frankfurt Galaxy   | Commerzbank-Arena, Frankfurt am Main             | Mike Jones                        | 2., Sieger World Bowl    |
| Deutschland | Hamburg Sea Devils | AOL-Arena, Hamburg                               | Vince Martino                     | 5.                       |
| Deutschland | Rhein Fire         | LTU arena, Düsseldorf                            | Jim Tomsula                       | 3.                       |

## Regular Season

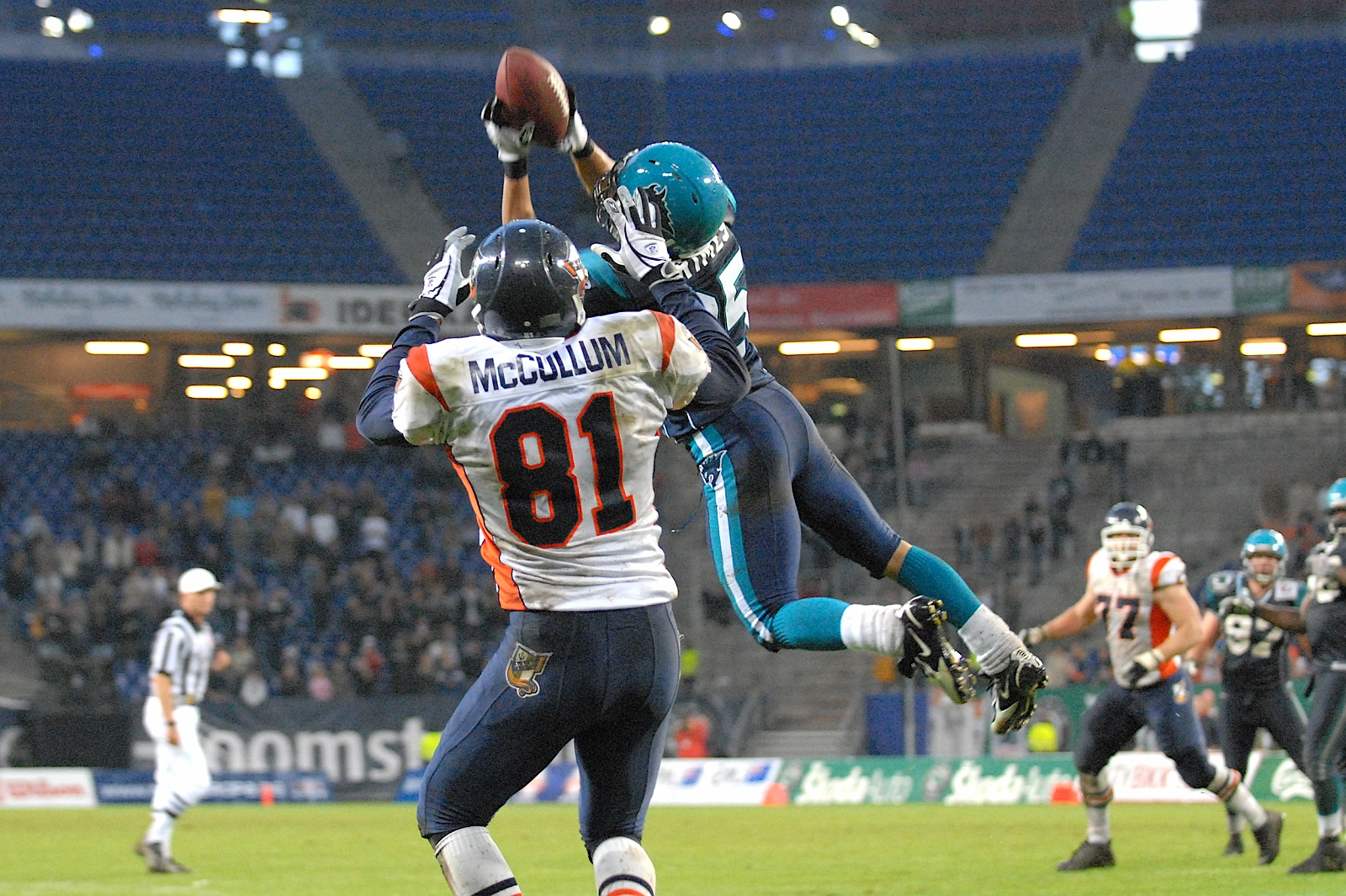
Cornerback Brent Grimes (Hamburg Sea Devils) fängt einen Pass der Amsterdam Admirals ab.

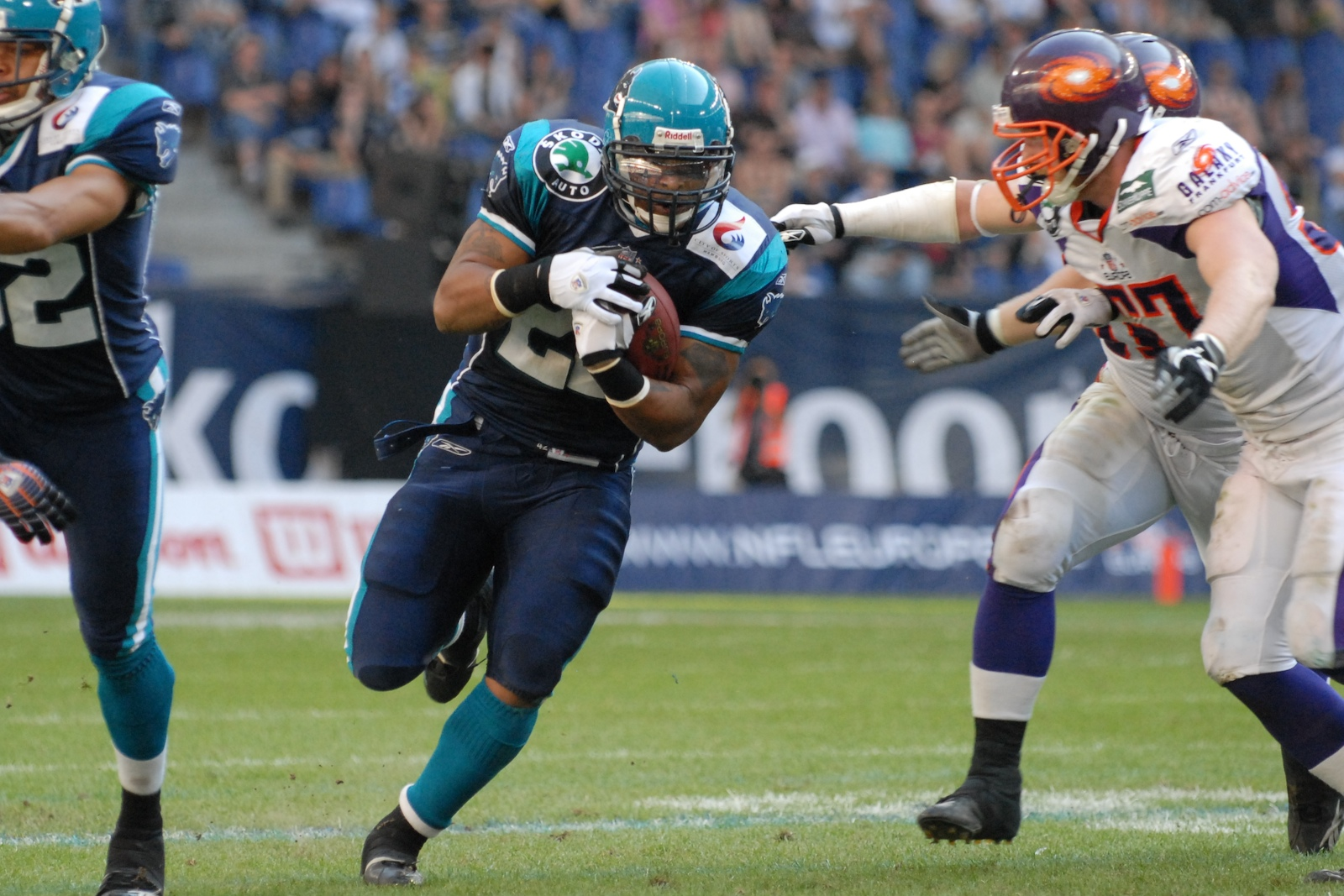
Szene aus dem Spiel der Hamburg Sea Devils gegen die Frankfurt Galaxy

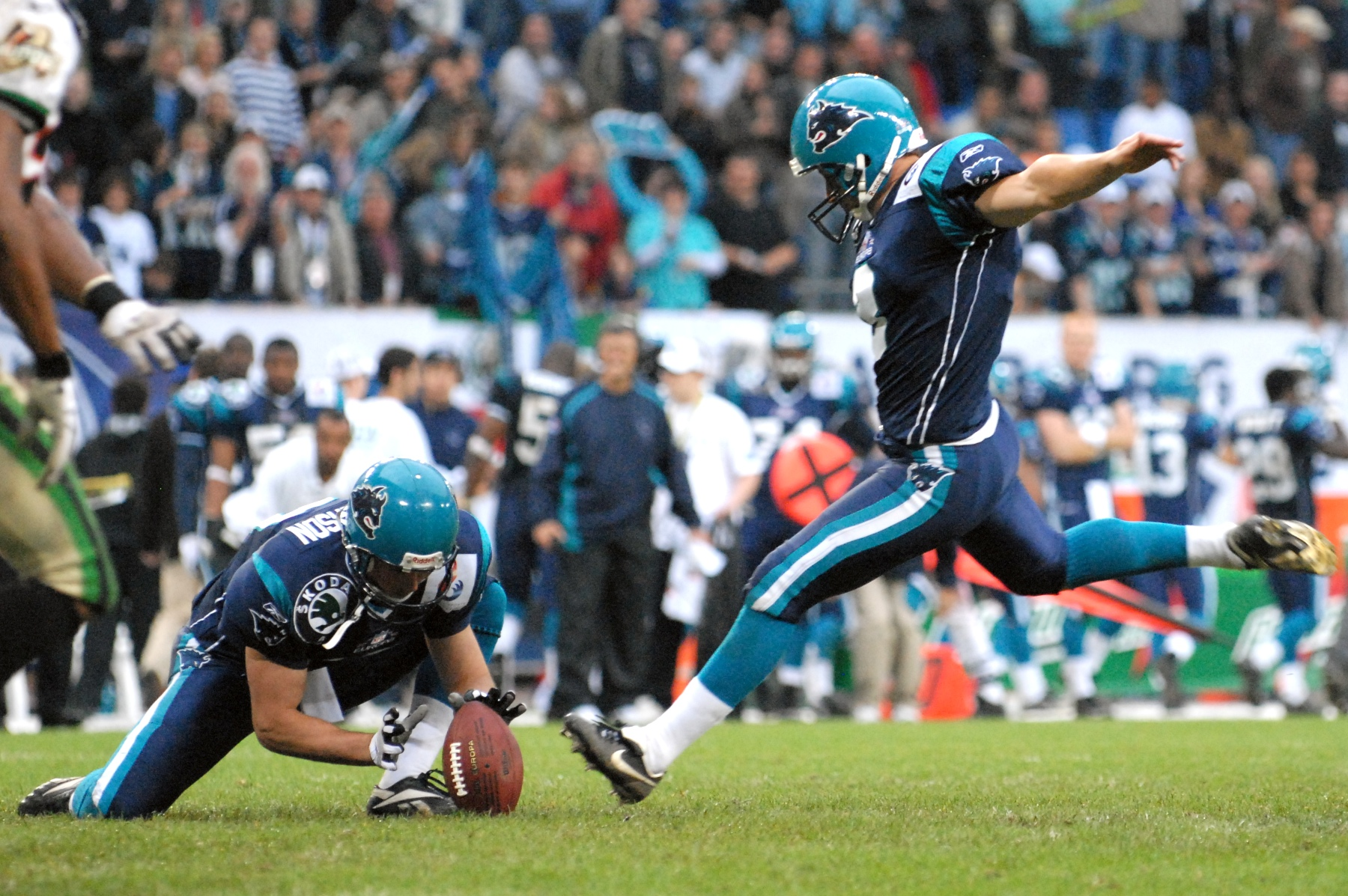
Hamburg Sea Devils beim Extrapunkt im Spiel gegen Berlin Thunder

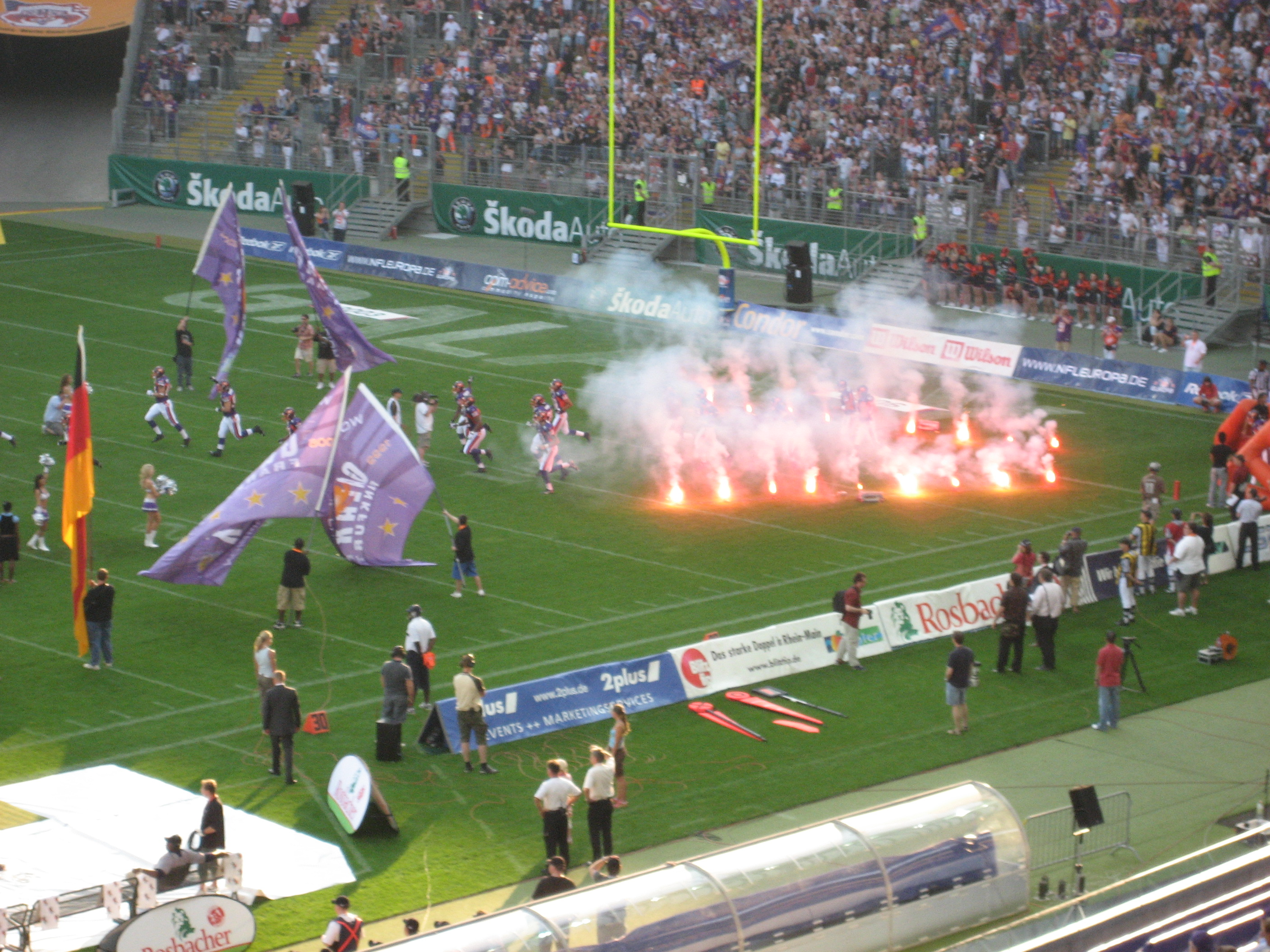
Einlauf der Frankfurt Galaxy beim Heimspiel gegen die Hamburg Sea Devils

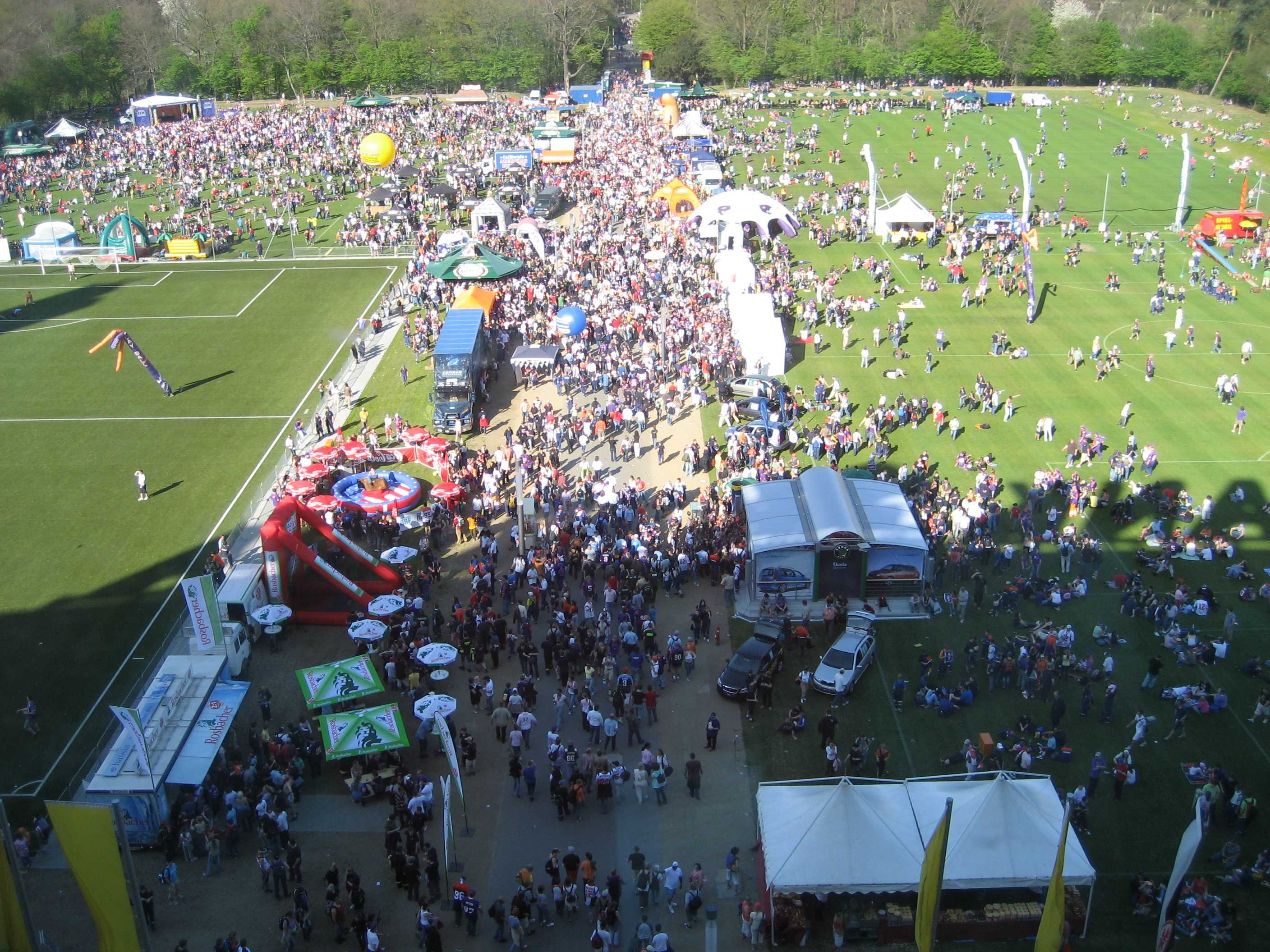
Power Party der Frankfurt Galaxy vor dem Heimspiel gegen die Amsterdam Admirals

### Übersicht
| ↓ Heim Auswärts →  | AMS   | BER   | COL   | FRA   | HAM   | RHE   |
| ------------------ | ----- | ----- | ----- | ----- | ----- | ----- |
| Amsterdam Admirals | •     | 21:20 | 07:30 | 19:17 | 41:31 | 10:16 |
| Berlin Thunder     | 10:14 | •     | 10:24 | 22:25 | 07:16 | 17:24 |
| Cologne Centurions | 31:13 | 28:31 | •     | 13:18 | 07:21 | 20:17 |
| Frankfurt Galaxy   | 30:14 | 35:07 | 31:14 | •     | 20:17 | 23:10 |
| Hamburg Sea Devils | 24:17 | 17:07 | 18:24 | 36:31 | •     | 34:09 |
| Rhein Fire         | 41:38 | 03:15 | 06:14 | 27:24 | 13:17 | •     |

### Spiele
| Woche 1        | Woche 1            | Woche 1 | Woche 1            |
| Datum          | Heimteam           | Erg.    | Auswärtsteam       |
| -------------- | ------------------ | ------- | ------------------ |
| 14. April 2007 | Frankfurt Galaxy   | 30:14   | Amsterdam Admirals |
| 14. April 2007 | Rhein Fire         | 03:15   | Berlin Thunder     |
| 14. April 2007 | Hamburg Sea Devils | 18:24   | Centurions Köln    |

| Woche 2        | Woche 2            | Woche 2 | Woche 2            |
| Datum          | Heimteam           | Erg.    | Auswärtsteam       |
| -------------- | ------------------ | ------- | ------------------ |
| 20. April 2007 | Amsterdam Admirals | 10:16   | Rhein Fire         |
| 21. April 2007 | Centurions Köln    | 13:18   | Frankfurt Galaxy   |
| 22. April 2007 | Berlin Thunder     | 07:16   | Hamburg Sea Devils |

| Woche 3        | Woche 3          | Woche 3 | Woche 3            |
| Datum          | Heimteam         | Erg.    | Auswärtsteam       |
| -------------- | ---------------- | ------- | ------------------ |
| 28. April 2007 | Frankfurt Galaxy | 20:17   | Hamburg Sea Devils |
| 28. April 2007 | Berlin Thunder   | 10:14   | Amsterdam Admirals |
| 28. April 2007 | Rhein Fire       | 06:14   | Centurions Köln    |

| Woche 4     | Woche 4            | Woche 4 | Woche 4          |
| Datum       | Heimteam           | Erg.    | Auswärtsteam     |
| ----------- | ------------------ | ------- | ---------------- |
| 5. Mai 2007 | Centurions Köln    | 28:31   | Berlin Thunder   |
| 6. Mai 2007 | Amsterdam Admirals | 19:17   | Frankfurt Galaxy |
| 6. Mai 2007 | Hamburg Sea Devils | 34:09   | Rhein Fire       |

| Woche 5      | Woche 5            | Woche 5 | Woche 5            |
| Datum        | Heimteam           | Erg.    | Auswärtsteam       |
| ------------ | ------------------ | ------- | ------------------ |
| 12. Mai 2007 | Rhein Fire         | 27:24   | Frankfurt Galaxy   |
| 12. Mai 2007 | Hamburg Sea Devils | 24:17   | Amsterdam Admirals |
| 13. Mai 2007 | Berlin Thunder     | 10:24   | Centurions Köln    |

| Woche 6      | Woche 6            | Woche 6 | Woche 6            |
| Datum        | Heimteam           | Erg.    | Auswärtsteam       |
| ------------ | ------------------ | ------- | ------------------ |
| 18. Mai 2007 | Amsterdam Admirals | 41:31   | Hamburg Sea Devils |
| 19. Mai 2007 | Centurions Köln    | 20:17   | Rhein Fire         |
| 20. Mai 2007 | Frankfurt Galaxy   | 35:07   | Berlin Thunder     |

| Woche 7      | Woche 7            | Woche 7 | Woche 7         |
| Datum        | Heimteam           | Erg.    | Auswärtsteam    |
| ------------ | ------------------ | ------- | --------------- |
| 25. Mai 2007 | Amsterdam Admirals | 07:30   | Centurions Köln |
| 26. Mai 2007 | Frankfurt Galaxy   | 23:10   | Rhein Fire      |
| 26. Mai 2007 | Hamburg Sea Devils | 17:07   | Berlin Thunder  |

| Woche 8      | Woche 8         | Woche 8 | Woche 8            |
| Datum        | Heimteam        | Erg.    | Auswärtsteam       |
| ------------ | --------------- | ------- | ------------------ |
| 2. Juni 2007 | Berlin Thunder  | 22:25   | Frankfurt Galaxy   |
| 2. Juni 2007 | Centurions Köln | 07:21   | Hamburg Sea Devils |
| 3. Juni 2007 | Rhein Fire      | 41:38   | Amsterdam Admirals |

| Woche 9      | Woche 9            | Woche 9 | Woche 9            |
| Datum        | Heimteam           | Erg.    | Auswärtsteam       |
| ------------ | ------------------ | ------- | ------------------ |
| 8. Juni 2007 | Berlin Thunder     | 17:24   | Rhein Fire         |
| 9. Juni 2007 | Hamburg Sea Devils | 36:31   | Frankfurt Galaxy   |
| 9. Juni 2007 | Centurions Köln    | 31:13   | Amsterdam Admirals |

| Woche 10      | Woche 10           | Woche 10 | Woche 10           |
| Datum         | Heimteam           | Erg.     | Auswärtsteam       |
| ------------- | ------------------ | -------- | ------------------ |
| 15. Juni 2007 | Amsterdam Admirals | 21:20    | Berlin Thunder     |
| 16. Juni 2007 | Frankfurt Galaxy   | 31:14    | Centurions Köln    |
| 16. Juni 2007 | Rhein Fire         | 13:17    | Hamburg Sea Devils |

### Tabelle
|    | Team               | S | N | U | SQ   | P+  | P−  | Heim | Ausw. |
| -- | ------------------ | - | - | - | ---- | --- | --- | ---- | ----- |
| 1. | Hamburg Sea Devils | 7 | 3 | 0 | .700 | 231 | 176 | 4–1  | 3–2   |
| 2. | Frankfurt Galaxy   | 7 | 3 | 0 | .700 | 254 | 179 | 5–0  | 2–3   |
| 3. | Centurions Köln    | 6 | 4 | 0 | .600 | 205 | 172 | 2–3  | 4–1   |
| 4. | Rhein Fire         | 4 | 6 | 0 | .400 | 166 | 212 | 2–3  | 2–3   |
| 5. | Amsterdam Admirals | 4 | 6 | 0 | .400 | 194 | 250 | 3–2  | 1–4   |
| 6. | Berlin Thunder     | 2 | 8 | 0 | .200 | 146 | 207 | 0–5  | 2–3   |

Legende: Siege, Niederlagen, Unentschieden, SQ Siegquote, P+ erzielte Punkte, P− gegnerische Punkte, Heim Heimbilanz (Siege–Niederlagen), Ausw. Auswärtsbilanz (Siege–Niederlagen).
Die Sea Devils gewinnen den direkten Vergleich gegen die Galaxy, weil sie in den beiden Spielen mehr Punkte erzielten (53:51).

## World Bowl XV
Das Finale zwischen den beiden bestplatzierten Mannschaften, offiziell als Yello Strom World Bowl XV bezeichnet, fand am Samstag, den 23. Juni 2007 in der Commerzbank-Arena in Frankfurt statt. Der Titelverteidiger Frankfurt Galaxy hatte damit im Finale den Heimvorteil gegen die Hamburg Sea Devils, die als Erstplatzierte der Regular Season offizielles Heimteam waren. Die Galaxy hatte dabei alle fünf Heimspiele der regulären Saison gewonnen. Für die Hamburger war es im dritten Jahr ihres Bestehens der erste World Bowl, für Frankfurt dagegen das achte Finale, wobei die Galaxy bereits vier Mal den World Bowl gewonnen hatte.
Im Vorprogramm des World Bowl trat Meat Loaf mit seiner Band Neverland Express auf. Die Halbzeitshow gestaltete die in Heidelberg ansässige United States Army Europe Band and Chorus.

### Spielablauf
|                                 |                          | World Bowl XV      |         |                  |  |                                                         |
| Frankfurt am Main 23. Juni 2007 |                          | Hamburg Sea Devils | 37 : 28 | Frankfurt Galaxy |  | Commerzbank-Arena Zuschauer: 48.125 Referee: John Parry |
| Frankfurt am Main 23. Juni 2007 | (13:0, 10:14, 7:14, 7:0) | Hamburg Sea Devils |         | Frankfurt Galaxy |  | Commerzbank-Arena Zuschauer: 48.125 Referee: John Parry |

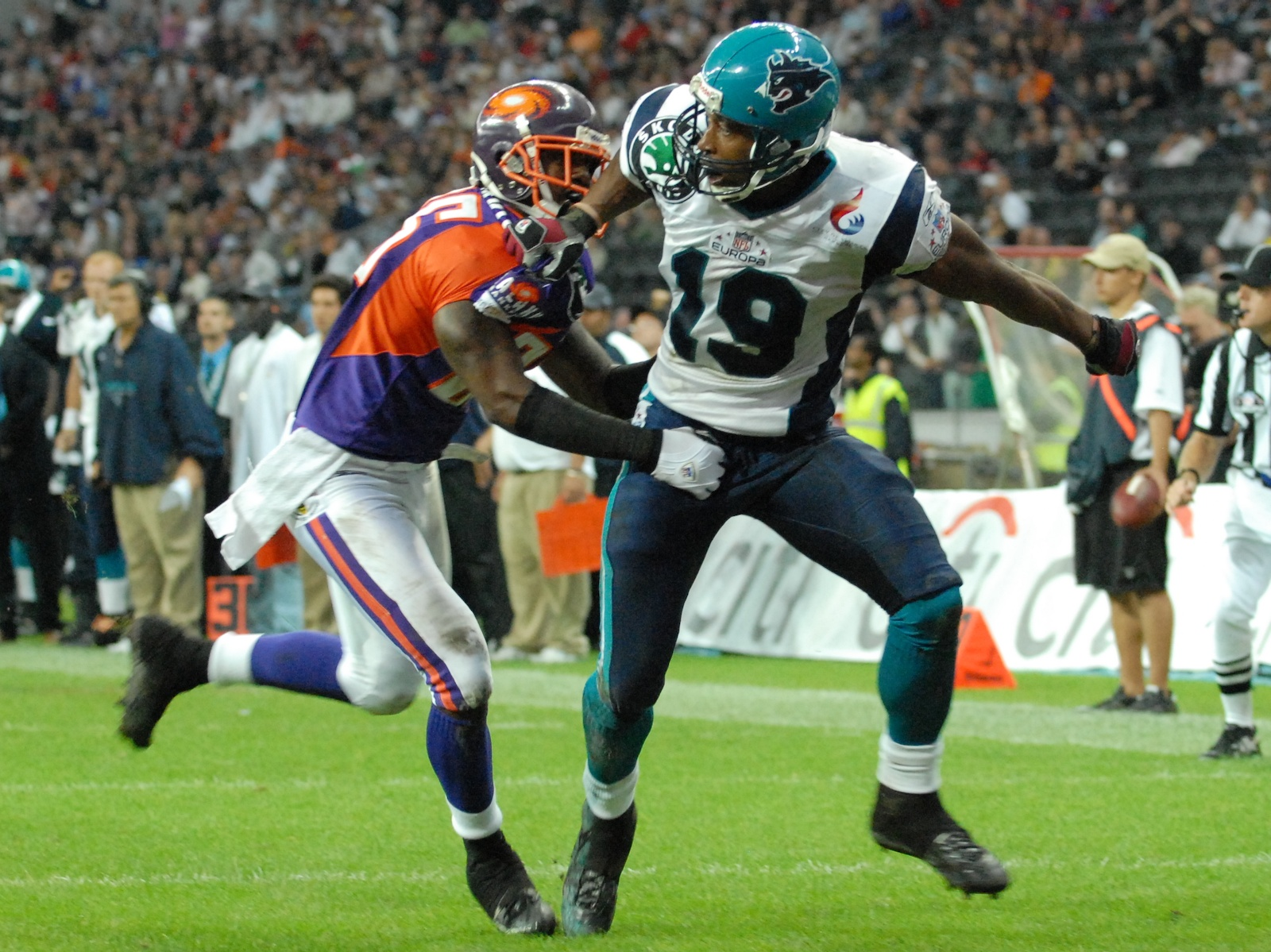
Marcus Maxwell im World Bowl XV

Die Sea Devils begannen mit einem 3-Yard-Touchdown-Pass von Quarterback Casey Bramlet auf Wide Receiver Justin Jenkins, der Extrapunkt misslang.  Danach legte Bramlet mit einem 35-Yard-Flea-Flicker-Touchdown-Pass auf Wide Receiver Marcus Maxwell nach. Im zweiten Viertel kam die Galaxy in Fahrt, als Quarterback John Thomas O’Sullivan einen 24-Yard-Touchdown-Pass zu Wide Receiver Brandon Middleton anbrachte. Hamburg antwortete mit einem 33-Yard-Touchdown-Lauf von Runningback Jermaine Allen. Frankfurt gelang anschließend mit einem 5-Yard-Touchdown-Lauf von Runningback Decori Birmingham der Anschluss und die Sea Devils beendeten die Halbzeit mit einem 24-Yard-Field-Goal von Kicker Shane Andrus.
Im dritten Viertel holte die Galaxy auf, als O’Sullivan einen 24-Touchdown-Pass auf Wide Receiver Robert Ortiz abschloss. Hamburg antwortete  mit einem 51-Yard-Touchdown-Pass von Bramlet auf Wide Receiver Josh Davis. Frankfurt konnte am Ende des dritten Viertels mit einem 2-Yard-Touchdown-Lauf von Runningback Sharon Edwards die letzten Punkte erzielen. Im vierten Viertel übernahmen die Sea Devils die Kontrolle des Spiels. Bramlet bediente erneut Maxwell mit einem 10-Yard-Touchdown-Pass.
Als MVP wurde der Quarterback der Sea Devils, Casey Bramlet, ausgezeichnet.

## Trivia
- Im vierten Jahr in Folge zog ein Titelverteidiger in den World Bowl ein und unterlag.
- 14 Jahre später standen sich im ersten Championship Game der European League of Football (ELF) ebenfalls die Hamburg Sea Devils und die Frankfurt Galaxy gegenüber. Die ELF hatte die Benutzung der Namensrechte von der NFL erhalten. Diesmal unterlagen die Sea Devils der Galaxy mit 30:32.
- Durch den Sieg der Sea Devils im World Bowl blieben die Cologne Centurions die einzige der neun verschiedenen Mannschaften der NFL Europe, die nie in den World Bowl einziehen bzw. diesen gewinnen konnten.